# Sciadiaceae
Famille
Les Sciadiaceae sont une famille d'algues de l'embranchement des Ochrophyta de la classe des Xanthophyceae et de l’ordre des Mischococcales.

## Étymologie
Le nom vient du genre type Sciadium, dérivé du grec σκιαδ / skiad, ombrelle, en référence à la forme du thalle de cette algue.

## Liste des genres
Selon AlgaeBase (6 avril 2022) :
- Brochidium Perty
- Bumilleriopsis Printz
- Centritractus Lemmermann
- Chlorallanthus Pascher
- Chlorothecium Borzì
- Diachros Pascher
- Hemisphaerella Pascher
- Ophiocytium Nägeli
- Ophiothrix Nägeli ex Kützing
- Pseudobumilleriopsis T.R.Deason & Bold
- Pseudotetraëdron Pascher
- Sciadium A.Braun   - genre type
- Spirodiscus Ehrenberg
- Uteroflexus Hortobágyi ex A.R.Loeblich